# Uthukuli
Uthukuli (o Uttukkuli, Uttukuli, Uthukali) è una suddivisione dell'India, classificata come town panchayat, di 7.929 abitanti, situata nel distretto di Tirupur, nello stato federato del Tamil Nadu. In base al numero di abitanti la città rientra nella classe V (da 5.000 a 9.999 persone).

## Geografia fisica
La città è situata a 11° 10' 0 N e 77° 25' 60 E e ha un'altitudine di 305 m s.l.m..

## Società

### Evoluzione demografica
Al censimento del 2001 la popolazione di Uthukuli assommava a 7.929 persone, delle quali 4.029 maschi e 3.900 femmine. I bambini di età inferiore o uguale ai sei anni assommavano a 754, dei quali 383 maschi e 371 femmine. Infine, coloro che erano in grado di saper almeno leggere e scrivere erano 5.356, dei quali 3.076 maschi e 2.280 femmine.